# Unione Sportiva Salernitana 1945
Questa voce raccoglie le informazioni riguardanti la Salernitana nelle competizioni ufficiali della stagione 1945.

## Stagione

### Piazzamento
Campionato Campano 1945: 2°

## Divise
| Manica sinistra · Maglietta · Maglietta · Manica destra · Pantaloncini · Calzettoni · Calzettoni |

## Organigramma societario
Area direttiva
- Presidente:  Felice Del Galdo

Area tecnica
- Allenatore:  Antonio Valese e  Vittorio Mosele (1ª-13ª) poi  Ferenc Hirzer

## Rosa
| N. |                   | Ruolo | Calciatore        |
| -- | ----------------- | ----- | ----------------- |
|    | Italia (bandiera) | P     | Vittorio Mosele   |
|    | Italia (bandiera) | C     | Raffaele D'Errico |
|    | Italia (bandiera) | C     | Carmine Iacovazzo |
|    | Italia (bandiera) | C     | Giulio Milite     |
|    | Italia (bandiera) | C     | Antonio Valese    |
|    | Italia (bandiera) | C     | Mario Saracino    |
|    | Italia (bandiera) |       | Rizzo             |

| N. |                   | Ruolo | Calciatore         |
| -- | ----------------- | ----- | ------------------ |
|    | Italia (bandiera) | C     | Vincenzo Voccia    |
|    | Italia (bandiera) | A     | Amelio Gambini     |
|    | Italia (bandiera) | A     | Vincenzo Margiotta |
|    | Italia (bandiera) | A     | Matteo Meo         |
|    | Italia (bandiera) | A     | Elio Onorato       |
|    | Italia (bandiera) | A     | Vincenzo Volpe     |

## Calciomercato
| Acquisti | Acquisti | Acquisti | Acquisti   |
| R.       | Nome     | da       | Modalità   |
| -------- | -------- | -------- | ---------- |
|          |          |          | definitivo |

| Cessioni | Cessioni | Cessioni | Cessioni   |
| R.       | Nome     | a        | Modalità   |
| -------- | -------- | -------- | ---------- |
|          |          |          | definitivo |